# ووستوک (شهرستان ایلیشفسکی، باشقیرستان)
ووستوک (انگلیسی: Vostok, Ilishevsky District, Republic of Bashkortostan) یک شهرک در شهرستان ایلیشفسکی استان باشقیرستان کشور روسیه است.